# Anatot
Anatot (ענתות) est une colonie israélienne, illégale au regard du droit international, comme toutes les colonies israéliennes, située en Cisjordanie, territoire palestinien occupé. La ville se trouve au nord de Jérusalem.

## Personnalités liées à la ville
- Abir Aramin (1997-2007) vivant à Anata, est une fille palestinienne tuée d'une balle en caoutchouc.